# Ctenucha signata
Ctenucha signata är en fjärilsart som beskrevs av M.Gaede 1926. Ctenucha signata ingår i släktet Ctenucha och familjen björnspinnare. Inga underarter finns listade i Catalogue of Life.